# Gheorghe Berceanu
Gheorghe Berceanu, född 28 december 1949 i Cârna i Dolj, Rumänien, död 30 augusti 2022 i Slatina, Rumänien, var en rumänsk brottare som tog OS-guld i lätt flugviktsbrottning i den grekisk-romerska klassen 1972 i München och därefter OS-silver i samma viktklass 1976 i Montréal.